# José Ignacio
José Ignacio és un balneari de l'Uruguai ubicat al departament de Maldonado, 40 km a l'est de Punta del Este, i amb costes sobre l'oceà Atlàntic.

## Història
José Ignacio rep el seu nom en homenatge a un poblador que vivia a la zona durant la colonització espanyola de la Banda Oriental. El balneari es troba sobre la península del mateix nom, la qual té 2 quilòmetres de llarg i 800 metres d'amplada. El Far de José Ignacio, de 32,5 metres d'alçada, va ser edificat el 1877.

## Població
Segons les dades del cens de 1996, José Ignacio tenia una població aproximada de 170 residents permanents (93 homes i 77 dones) i 263 habitatges (67 llars).
| Any  | Població | Habitatges |
| ---- | -------- | ---------- |
| 1963 | 26       | 36         |
| 1975 | 52       | 96         |
| 1985 | 99       | 151        |
| 1996 | 170      | 263        |

Font: Institut Nacional d'Estadística de l'Uruguai

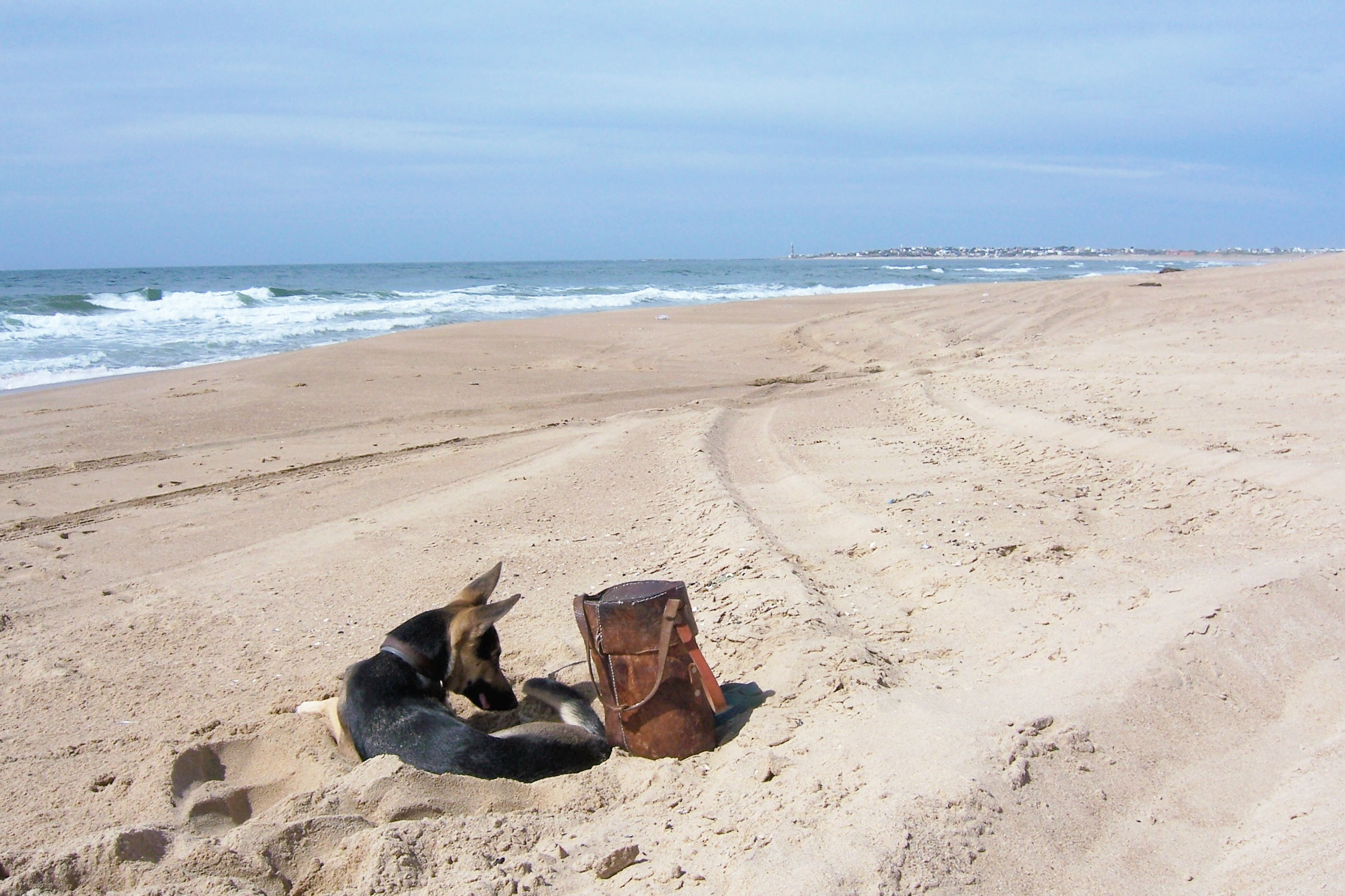
Platja de José Ignacio.